# Österreichische Ski-Meisterschaften 1923
Die 11. Österreichische Ski-Meisterschaft wurde vom 17. bis 18. Februar 1923 im Pongauer Wintersportort Bad Hofgastein im Bundesland Salzburg durchgeführt.
Der letztjährige Meister und Titelverteidiger Hans Schneeberger verzichtete auf eine Teilnahme und startete bei den bayerischen Meisterschaften, die er auch gewinnen konnte.
Die Einteilung der Klassen erfolgte aufgrund des Alters und der bisherigen Leistungsfähigkeit, war aber für die Meisterschaftswertung unerheblich da hiefür einzig die Noten ausschlaggebend waren.
Zum Österreichischen Ski-Meister für das Jahr 1923 krönte sich der Tiroler Method Scheiber aus Gurgl. Er gewann überzeugend den Langlauf und erreichte mit einer mittelmäßigen Leistung im Skispringen die beste Durchschchnittsleistung.

## Langlauf
Der Langlaufwettbewerb führte über eine Strecke von 12 km und wurde am 17. Februar 1923 ausgetragen.

### Erste Klasse
Für die Erste Klasse nannten sieben Teilnehmer.
Der als Titelfavorit gestartete Sepp Bildstein musste wegen eines Skibruchs bereits kurz nach dem Start das Rennen aufgeben. Ebenso aufgrund Skibruchs schied Rehbeck aus Wien aus.
| Platz | Land | Sportler          | Verein              | Zeit  | Note  |
| ----- | ---- | ----------------- | ------------------- | ----- | ----- |
| 1     | AUT  | Otto Amanshauser  | Ski-Club Badgastein | 38,55 | 1,859 |
| 2     | AUT  | Ing. Robert Lezuo | Innsbruck           | 40:08 | 2,000 |
| 3     | AUT  | Peter Radacher    | WSV Bad Hofgastein  | 41:02 | 2,235 |
| 4     | AUT  | Max Deutsch       | Ski-Club Badgastein | 42,52 | 2,797 |
| 5     | AUT  | Karl Risch        | Bregenz             | 43,10 | 2,892 |

### Zweite Klasse
Die zweite Klasse umfasste ein Teilnehmerfeld von 42 Läufern.
| Platz | Land | Sportler         | Verein           | Zeit  | Note  |
| ----- | ---- | ---------------- | ---------------- | ----- | ----- |
| 1     | AUT  | Method Scheiber  | SC Gurgl         | 36:13 | 1,000 |
| 2     | AUT  | Theodor Rhomberg | Bregenz          | 38:40 | 1,852 |
| 3     | AUT  | Stricker         | ?                | 40:01 | 2,208 |
| 4     | AUT  | Franz Höplinger  | WSV St. Wolfgang | 40:38 | 2,404 |

### Altersklasse 1
In der Altersklasse 1 nannten 13 Teilnehmer
| Platz | Land | Sportler       | Verein | Zeit  | Note  |
| ----- | ---- | -------------- | ------ | ----- | ----- |
| 1     | AUT  | Hans Mayringer | Wien   | 45:01 | 3,798 |
| 2     | AUT  | Grettler       | Graz   | 45:45 | 4,031 |
| 3     | AUT  | Dr. Fiedler    | Graz   | 47:27 | ?     |

### Altersklasse 2
| Platz | Land | Sportler        | Verein                   | Zeit  | Note  |
| ----- | ---- | --------------- | ------------------------ | ----- | ----- |
| 1     | GER  | Andreas Sattler | TV München von 1860      | 46:39 | 4,323 |
| 2     | AUT  | Ambros Scholz   | Ö.W.S.C. Wien            | 46:10 | 4,323 |
| 3     | GER  | Wieninger       | Ski-Abteilung Traunstein | 49:19 | ?     |

## Sprunglauf
Die Sprunglaufbewerbe fanden am 18. Februar 1923 auf der Bilgeri-Schanze statt.
Aufgrund dichten Schneefalls herrschten schwierige Bedingungen. Der Titelfavorit Sepp Bildstein stürzte beim zweiten Sprung so schwer, dass er bewusstlos liegen blieb, sich aber bald wieder erholte.
Die größte Weite des Tages erzielte außer Konkurrenz der Steirer Hans Rucker. Er landete bei 56 Metern, konnte den Sprung aber nicht stehen.

### Erste Klasse
Am Sprunglauf der I. Klasse nahmen 7 Springer teil. In die Wertung floss nicht nur die Weite, sondern auch die Anzahl der gestandenen Sprünge ein.
| Platz | Land | Sportler        | Verein             | Weite                     | Note  |
| ----- | ---- | --------------- | ------------------ | ------------------------- | ----- |
| 1     | AUT  | Peter Radacher  | WSV Bad Hofgastein | 37,5 m / 42 m (gestanden) | 2,333 |
| 2     | AUT  | Karl Risch      | Bregenz            | 39 m (1 gest.)            | 2,417 |
| 3     | AUT  | Josef Bildstein | Ö.W.S.C. Wien      | 37 m (1 gest. Sprung)     | 2,883 |

### Zweite Klasse
In der 2. Klasse traten 35 Teilnehmer an.
| Platz | Land | Sportler         | Verein               | Weite                           | Note  |
| ----- | ---- | ---------------- | -------------------- | ------------------------------- | ----- |
| 1     | AUT  | Heinz Hinterauer | Ski-Club Salzburg    | 34,5 m / 40 m (beide gestanden) | 2,167 |
| 2     | AUT  | Emanuel Müller   | W. Sp. V. Bad Aussee |                                 | 2,483 |
| 3     |      | ?                | ?                    |                                 |       |

### Altersklasse 1
In der Altersklasse 1 nahmen 5 Springer teil.
| Platz | Land | Sportler       | Verein         | Weite                         | Note  |
| ----- | ---- | -------------- | -------------- | ----------------------------- | ----- |
| 1     | AUT  | Hans Mayringer | Wien           | 36 m / 41 m (beide gestanden) | 1,867 |
| 2     | AUT  | Ambros Scholz  | Ö.W.S. C. Wien | 32 m (1 gestandener Sprung)   | 3,283 |
| 3     |      |                |                |                               |       |

## Zusammengesetzter Lauf
Für die Meisterschaftswertung und den Zusammengesetzten Lauf (heute: Nordische Kombination) wurden die Noten aus dem Lang- und dem Sprunglauf zusammengezählt. Der beste Sportler erhielt den Titel des Österreichischen Ski-Meisters zugesprochen, für die Ränge zwei bis vier gab es Ehrenpreise.
| Platz | Land | Sportler              | Verein             | Note  |
| ----- | ---- | --------------------- | ------------------ | ----- |
| 1     | AUT  | Method Scheiber       | Ski-Club Gurgl     | ?     |
| 2     | AUT  | Peter Radacher        | WSV Bad Hofgastein | 2,383 |
| 3     | AUT  | Ing. Theodor Rhomberg | SC Bregenz         | 2,411 |
| 4     | AUT  | Otto Amanshauser      | SC Badgastein      | 2,646 |